# Nathanaël (Schriftstellerin)
Nathanaël (* 1970 in Montréal) ist eine kanadische Schriftstellerin, Essayistin, Übersetzerin und Dozentin. Nathanaël ist ihr selbst gewählter Name; einige ihrer Arbeiten erschienen unter ihrem bürgerlichen Namen Nathalie Stephens. Sie lebt und lehrt in Chicago.

## Leben und Schaffen
Nathanaël wurde 1970 als Nathalie Stephens in Montréal geboren. Sie studierte Literatur an der Université Lumière Lyon 2 und der York University in Toronto.
Sie schreibt Lyrik, Prosa, genreübergreifende Texte (l’entre-genre) und Essays – auf Französisch und Englisch. Ihre Werke wurden ins Bulgarische, Baskische, Griechische, Portugiesische, Slowenische und Spanische übersetzt. Ihr Buch Underground stand 2000 auf der Shortlist des Grand Prix du Salon du livre de Toronto, und L’injure erreichte 2005 die Shortlist des Prix Trillium und des Prix Alain-Grandbois. Ihr Lyrikband ...s’arrête? Je gewann 2008 den Prix Alain-Grandbois.
Nathanaël übersetzte John Keene, Trish Salah, Reginald Gibbons, Daniel Borzutzky, Rachel Gontijo Araújo, Gail Scot, Bhanu Kapil und R. M. Vaughan ins Französische, Maryse Condé, Hervé Guibert, Danielle Collobert, Hilda Hilst, Édouard Glissant und Catherine Mavrikakis ins Englische. Ihre Übersetzung von Danielle Colloberts Murder (2013) war im Finale des Best Translated Book Award 2014. Für die Übersetzung von Hervé Guiberts The Mausoleum of Lovers erhielt sie Stipendien des PEN American Center und des Centre National du Livre de France.
Nathanaël unterrichtet an der School of the Art Institute of Chicago, u. a. mit den Themenschwerpunkten Übersetzbarkeit und Fehlübersetzung, Sprache und Körper, das persönliche Fürwort der 1. Person und Gewaltdarstellung. Sie ist Mitherausgeberin des Magazins Recours au poème (Frankreich) und des Magazins Aufgabe (USA).

## Werke
- Impérities. Paris: Éditions Acoria, 2023, ISBN 978-2-35572-219-6.
- Hatred of Translation. New York: Nightboat, 2019, ISBN 978-1-64362-003-9 (Essay).
- Alula, de son nom de plume. Montréal, L’Hexagone, 2018 ISBN 978-2-896481095.
- D’un geste décidé. Marseille: Fidel Anthelme X, 2018. ISBN 978-2-911867-98-9.
- La mort de ma sœur. Limoges: Dernier Télégramme, 2018 ISBN 979-10-97146-13-9.
- Le cri du chrysanthème. Quebec: Le Quartanier, 2018 ISBN 978-2-89698-368-1.
- Feder, a scenario. New York: Nightboat Books, 2016 ISBN 978-1-937658-56-4.
- L’heure limicole, Marseille: Fidel Anthelme X, 2016, ISBN 978-2-911867-81-1.
- The Middle Notebooks. New York: Nightboat, 2015, ISBN 978-1-937658-38-0 (genreübergreifend).
- Asclepias The Milkweeds. New York: Nightboat, 2015, ISBN 978-1-937658-39-7 (Essay).
- Laisse. Paris: Recours au poème éditeurs, 2015, ISBN 978-2-37226-025-1 (Prosa).
- Sotto l’immagine. Montréal: Mémoire d’encrier, 2014, ISBN 978-2-89712-246-1 (Essay).
- Sisyphus, Outdone. Theatres of the Catastrophal. New York: Nightboat, 2013, ISBN 978-1-937658-05-2 (Essay, Lyrik, genreübergreifend).
- Carnet de délibérations. Montréal: Le Quartanier, 2011, ISBN 978-2-923400-85-3.
- We Press Ourselves Plainly. New York: Nightboat, 2010, ISBN 978-0-9844598-0-3 (Essay, genreübergreifend).
- Vigilous, Reel. Desire (a)s accusation. San Francisco: Albion, 2010.
- Carnet de désaccords. Montréal: Le Quartanier, 2009, ISBN 978-2-923400-50-1.
- At Alberta. Toronto: BookThug, 2008, ISBN 978-1-897388-24-2 (Essays).
- ...s’arrête? Je. Montréal: Éditions de l'Hexagone, 2007, ISBN 978-2-89006-792-9 (Lyrik).
- The Sorrow And The Fast Of It. New York: Nightboat Books, 2007, ISBN 978-0-9767185-5-0 (Essay, Lyrik, genreübergreifend).
- L’absence au lieu (Claude Cahun et le livre inouvert). Québec: Nota Bene, 2007, ISBN 978-2-89518-264-1.
- Touch To Affliction. Toronto: Coach House Books, 2006, ISBN 978-1-55245-175-5.
- L’injure. Montréal: Éditions de l’Hexagone, 2004, ISBN 978-2-89006-718-9.
- Paper City. A caprice on the subject of disillusionment. Toronto: Coach House Books, 2003, ISBN 978-1-55245-126-7.
- Je Nathanaël. Montréal: L’Hexagone, 2003, ISBN 978-2-89006-696-0 (Lyrik).
- L’embrasure. Laval: Éditions TROIS, 2002, ISBN 978-2-89516-033-5 (Lyrik).
- All Boy. Calgary: housepress, 2001, ISBN 1-894174-34-8.
- Somewhere Running. Vancouver: Arsenal Pulp Press, 2000, ISBN 978-1-55152-089-6 (Lyrik).
- Underground. Laval: Éditions TROIS, 1999, ISBN 978-2-89516-002-1 (Prosa).
- Colette m’entends-tu? Laval: Éditions TROIS, 1997, ISBN 978-2-920887-85-5 (Lyrik).
- This Imagined Permanence. Toronto: Gutter Press, 1996, ISBN 978-1-896356-05-1.
- hivernale. Toronto: Éditions du GREF, 1995, ISBN 978-0-921916-68-0 (Lyrik).

### Übersetzungen (Auswahl)
- Maryse Condé, The Bossale Civilisation. Reflections on the Oral Literature of Guadeloupe and Martinique, Toronto: Quattro Books, 2023, ISBN 978-1-988254-95-1.
- Catherine Mavrikakis, Diamanda Galás, Toronto: Quattro Books, 2021, ISBN 978-1-988254-86-9.
- Édouard Glissant und Sylvie Séma-Glissant, The Magnetic Earth. Toronto: Quattro Books, 2021, ISBN  978-1-988254-90-6.
- Édouard Glissant, Sun of Consciousness. New York: Nightboat, 2020, ISBN 978-1-937658-95-3.
- Hervé Guibert, The Mausoleum of Lovers: Journals 1976–1991. New York: Nightboat, 2014, ISBN 978-1-937658-22-9.
- Danielle Collobert, Murder. New York: Litmus Press, 2013, ISBN 978-1-933959-17-7.
- Hilda Hilst, The Obscene Madame D. New York: Nightboat, 2014, ISBN 978-1-937658-06-9.
- Édouard Glissant, Poetic Intention. New York: Nightboat, 2010, ISBN 978-0-9822645-3-9.
- Catherine Mavrikakis, Flowers of Spit. Toronto, BookThug, 2011, ISBN 978-1-897388-88-4.
- Catherine Mavrikakis, A Cannibal and Melancholy Mourning. Toronto, Coach House, 2004, ISBN 978-1-55245-140-3.

## Preise und Stipendien
- 2016 2em Prix international de poésie de l'Académie Claudine de Tencin für L’heure limicole[6]
- 2015 Publishing Triangle Award für The Middle Notebookes
- 2013 Aufenthaltsstipendium des Collège International de Traducteurs Littéraires (Arles)
- 2008 Prix Alain-Grandbois für ...s’arrête? Je.
- 2003 Aufenthaltsstipendium des British Centre for Literary Translation der University of East Anglia
- 2002 Chalmers Fellowship[4]